# Ersin Kaya
Ersin Kaya (* 5. Juli 1993) ist ein australischer Fußballspieler.

## Karriere
Kaya, Sohn türkischer Einwanderer, wurde 2009 am Australian Institute of Sport ausgebildet, bevor er in der Saison 2010 für den türkisch geprägten Klub Hume City FC zu einigen Einsätzen in der Victorian Premier League (VPL) kam. In der Saison 2011 stieg er mit den Whittlesea Zebras aus der Victorian State League Division 1 in die VPL auf, in der das Team 2012 unter dem Namen Moreland Zebras antrat. Kaya erzielte im Saisonverlauf fünf Treffer in 21 Einsätzen, der Klub verpasste den Klassenerhalt aber deutlich.
Mit seinen Leistungen bei den Zebras empfahl sich Kaya für die Aufnahme in die Nachwuchsmannschaft des Profiklubs Melbourne Heart, für die er in der Saison 2012/13 aktiv war. Im Nachwuchsteam wurde Kaya von Trainer Joe Palatsides, unter dem er bereits bei Moreland gespielt hatte, sowohl auf den beiden Außenverteidigerpositionen als auch auf den Außenpositionen im Mittelfeld eingesetzt. Aufgrund dieser Flexibilität wurde er nach den Ausfällen von Ben Garuccio, Mate Dugandzic und Nick Kalmar vom Trainer des Profiteams, John Aloisi, für das Auswärtsspiel am 27. Dezember 2012 gegen Wellington Phoenix in das Aufgebot berufen und kam bei der 2:3-Niederlage zu einem gut 20-minütigen Einsatz in der A-League.
Nach dem Saisonende der National Youth League kehrte Kaya im März 2013 zu Hume City in die VPL zurück.
2009 reiste Kaya mit einer australischen U-17-Auswahl für zwei Freundschaftsspiele gegen die Türkei, die im Rahmen des ANZAC Days gespielt wurden, nach Canakkale.